# Divisione di Chambal
La divisione di Chambal è una divisione dello stato federato indiano del Madhya Pradesh, di 3 573 930 abitanti. Il suo capoluogo è Morena.
La divisione di Chambal comprende i distretti di Bhind, Morena e Sheopur.